# ナキハクチョウ
ナキハクチョウ（鳴白鳥、Cygnus buccinator）は、カモ目カモ科ハクチョウ属に分類される鳥類。

## 分布
アメリカ合衆国北西部、カナダ西部

## 形態
全長150-180センチメートル。翼長60.5-65センチメートル、メス58.5-60.1センチメートル。翼開張230-260センチメートル。ハクチョウ属のみならずカモ科最大種。頸部は細長い。全身の羽衣は白い。
嘴は大型で長い。嘴の色彩は黒く、外縁に赤やピンク色の筋模様が入る。鼻孔は嘴の中央部に開口する。気管が長く紐状。後肢の色彩は黒い。

## 生態
河川、湖沼、湿原、内湾などに生息する。長距離の渡りは行わない。英名trumpeterは鳴き声がラッパ（トランペット）のように響くことに由来する。
食性は植物食で、植物の根、種子、水生植物などを食べる。
繁殖形態は卵生。4-8個（平均5個）の卵を産む。抱卵期間は33-37日。雛は孵化してから3-4か月で飛翔できるようになる。

## 人間との関係
1970年における生息数は4,000羽と推定されている。

## 画像

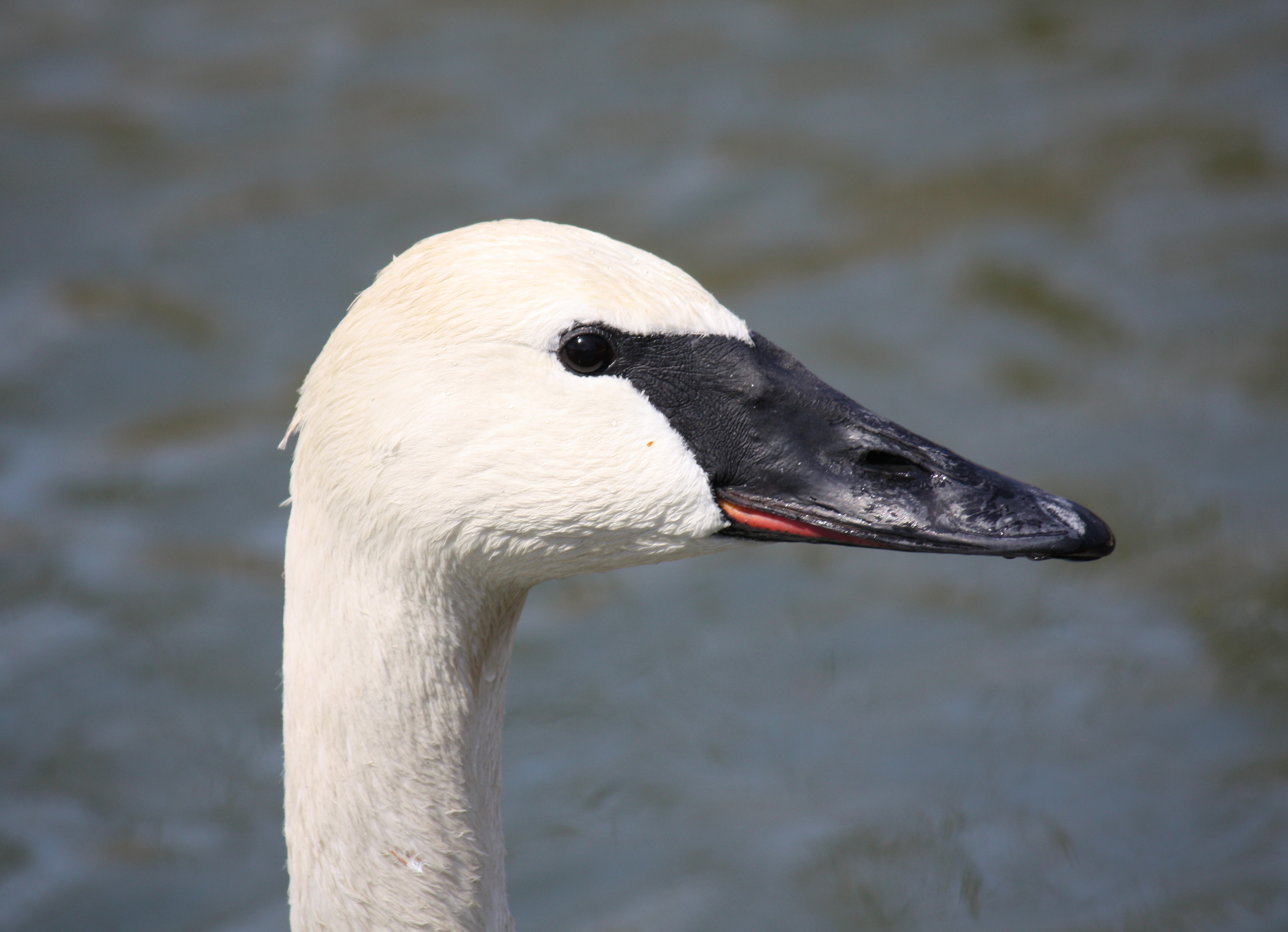
頭部